# Chmielnicki
Chmielnicki (ukr. Хмельницький, Chmelnyćkyj; do 1954 Płoskirów, Proskurów ukr. Проскурів, Proskuriw) – miasto w zachodniej części Ukrainy, nad Bohem, stolica obwodu i rejonu. Miasto liczy 273 713 mieszkańców (2020), dla porównania spis powszechny w 2001 zanotował ich 251 077.
Około 100 km na północ od miasta znajduje się elektrownia jądrowa o mocy 2 GW.

## Historia

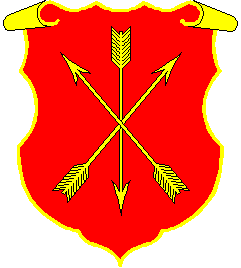
Historyczny herb Płoskirowa

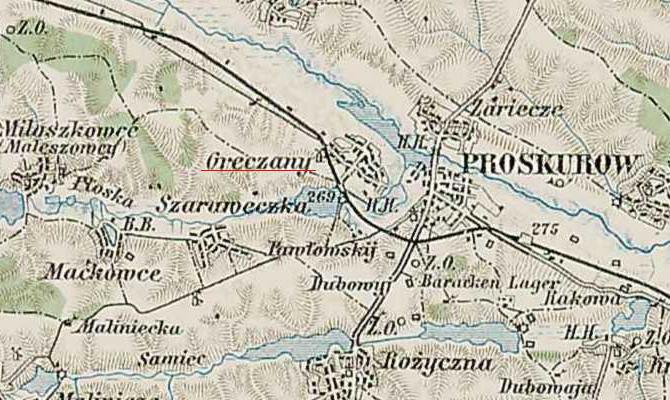
Na austro-węgierskiej mapie 1910

W czasach I Rzeczypospolitej nosiło nazwę Płoskirów i wchodziło początkowo w skład dóbr królewskich. Leżało w granicach województwa podolskiego prowincji małopolskiej Korony Królestwa Polskiego. W 1550 roku dzięki nadaniu króla Zygmunta II Augusta właścicielem miasta stał się rycerz Maciej Włodek z Hermanowa (zwycięzca w bitwie z Wołochami pod Gojścem, zasłużony w bitwie pod Obertynem). Od 1616 roku właścicielem miasta był Stanisław Lanckoroński z Brzezia, a w XVIII wieku w dożywotniej dzierżawie miał je ordynat Klemens Zamoyski. Płoskirów był miastem królewskim Korony Królestwa Polskiego.
Po II rozbiorze Polski znalazł się w zaborze rosyjskim, został stolicą powiatu płoskirowskiego w guberni podolskiej. W 1801 roku powstał w mieście nowy kościół katolicki pw. św. Anny z fundacji Macieja Żurowskiego. W XIX wieku w mieście istniała znana fabryka powozów. Płoskirów stał się wówczas także znaczącym punktem handlu zbożem. W 1870 ukończono budowę linii kolejowej Wołoczyska-Żmerynka, wiodącej przez Płoskirów. W 1891 roku otwarto w Płoskirowie cukrownię, która stała się największym zakładem przemysłowym miasta. Na początku XX wieku istniało tu tajne nauczanie języka polskiego dla dziewcząt.

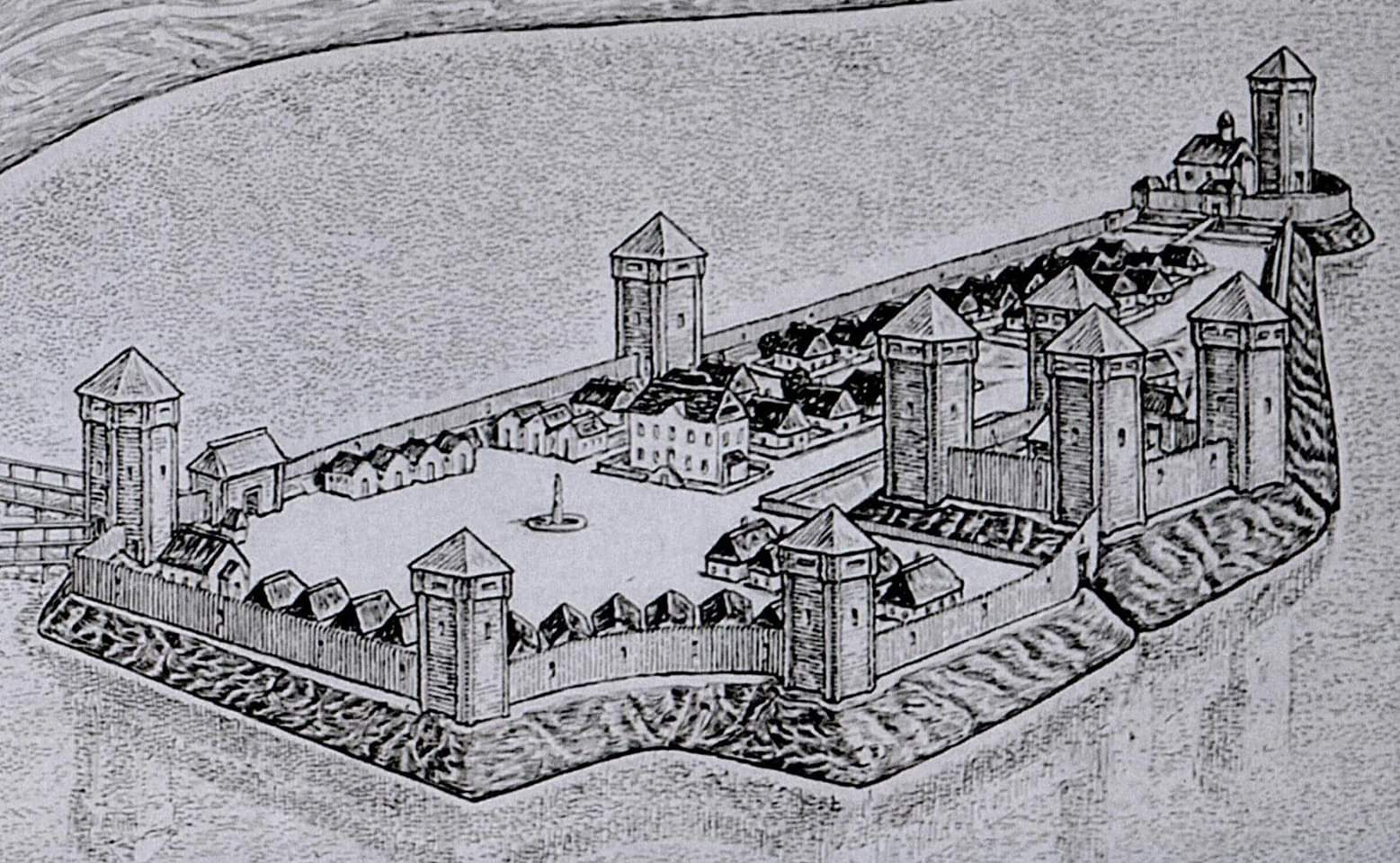
Płoskirów w XVII wieku

W roku 1917 czasowo stacjonował w mieście polski oddział partyzancki Feliksa Jaworskiego.
W lutym 1919 roku, gdy Płoskirów wchodził w skład Ukraińskiej Republiki Ludowej, miejscowi bolszewicy próbowali wywołać w mieście antyukraińskie powstanie, co doprowadziło do fali pogromów antyżydowskich, podczas których oddziały atamana Iwana Semesenki dokonały mordów na żydowskich mieszkańcach miasta, pozbawiając życia 1200–1400 osób, a spośród 600 rannych wkrótce umarło 300.
Po zakończeniu I wojny światowej postulowano na konferencji w Wersalu powrót Płoskirowa do odrodzonego państwa polskiego ze względu na przeważający odsetek ludności polskiej. Pod zarządem polskim w 1920 roku Płoskirów przynależał administracyjnie do okręgu podolskiego. Ostatecznie miasto znalazło się w granicach ZSRR, zaledwie 40 km od nowej granicy państwowej, jednak prężnie działały tutaj organizacje polskie, m.in. klub piłkarski PKS Płoskirów, a w latach 1926–1928 wzniesiono kaplicę katolicką w podmiejskich Greczanach, będącą współcześnie główną świątynią rzymskokatolicką miasta. Stan ten trwał do czasu rozpoczęcia operacji NKWD skierowanej przeciwko Polakom. W 1936 roku decyzją bolszewików został zniszczony kościół św. Anny. Od lipca 1941 do marca 1944 roku miasto znajdowało się pod okupacją niemiecką.
Podczas okupacji hitlerowskiej, w sierpniu 1941 roku Niemcy utworzyli getto dla żydowskich mieszkańców. Przebywało w nim około 16000 osób. 1 grudnia 1942 roku Niemcy zlikwidowali getto, a Żydów zamordowano niedaleko wsi Mykołajiw. 
W 2003 roku założony został Ogród Botaniczny Chmielnickiego Uniwersytetu Narodowego.

## Nazwa miasta
Nazwę Chmielnicki nadano miastu w 1954 roku, w 300 rocznicę zawarcia traktatu w Perejasławiu między kozakami pod przywództwem Bohdana Chmielnickiego a Moskwą. W czasach zaboru rosyjskiego miasto nazywano Proskurow.

## Transport
W mieście znajduje się dworzec kolejowy Chmielnicki obsługujący między innymi połączenia do Polski. Przed budynkiem dworca stoi pomnik Bohdana Chmielnickiego.

## Zabytki
- Zamek w Proskurowie, siedziba starosty[13]
- kościół katolicki św. Anny z 1801 r. (przebudowany, obecnie kino)
- cmentarz katolicki z XIX wieku w południowej części miasta, za wiaduktem po prawej stronie drogi do miejscowości Jarmolińce
- Cerkiew Narodzin Matki Bożej z XIX w.
- Sobór św. Andrzeja z 1889 r.
- Cerkiew św. Jerzego[14] z 1898 r.
- stara poczta
- wieża ciśnień
- budynek szkoły muzycznej z drugiej połowy XIX w.
- gmach szkoły realnej z pocz. XX w., współcześnie rada miejska[15]
- Teatr Schilmana
- kamienice eklektyczne
- Kino Planeta z lat 1951–1954
- budynki socrealistyczne

## Sport
W mieście działa klub piłkarski Podilla Chmielnicki, który w 2016 roku występował w trzeciej klasie rozgrywek ligowych. Istnieje także polski klub piłkarski Polonia Chmielnicki występujący w lidze obwodowej. Przed wojną działał Polski Klub Sportowy Płoskirów.

## Miasta partnerskie
- Ciechanów
- Modesto
- Szawle
- Silistra

## Urodzeni w mieście
- Swiatosław Fiodorow – rosyjski okulista
- Anatolij Kaszpirowski – ukraiński i rosyjski hipnotyzer
- Marian Niedźwiecki – podpułkownik uzbrojenia Wojska Polskiego
- Aleksander Ożarowski – polski farmaceuta
- Ołeksandr Ponomariow – ukraiński wokalista estradowy i kompozytor
- Aleksandr Ruckoj – rosyjski polityk
- Mieczysław Słupski – generał brygady Wojska Polskiego
- Julian Stawiński – polski tłumacz literatury angielsko- i rosyjskojęzycznej
- Bohdan Szerszun – ukraiński piłkarz
- Wasilij Zieńkowski – rosyjski filozof
- Anatolij Ziniewicz – radziecki wojskowy
- Ernest Malinowski – polski inżynier drogowy i kolejowy
- Helena z Derewojedów Hołówko – polska lekarka

## Galeria

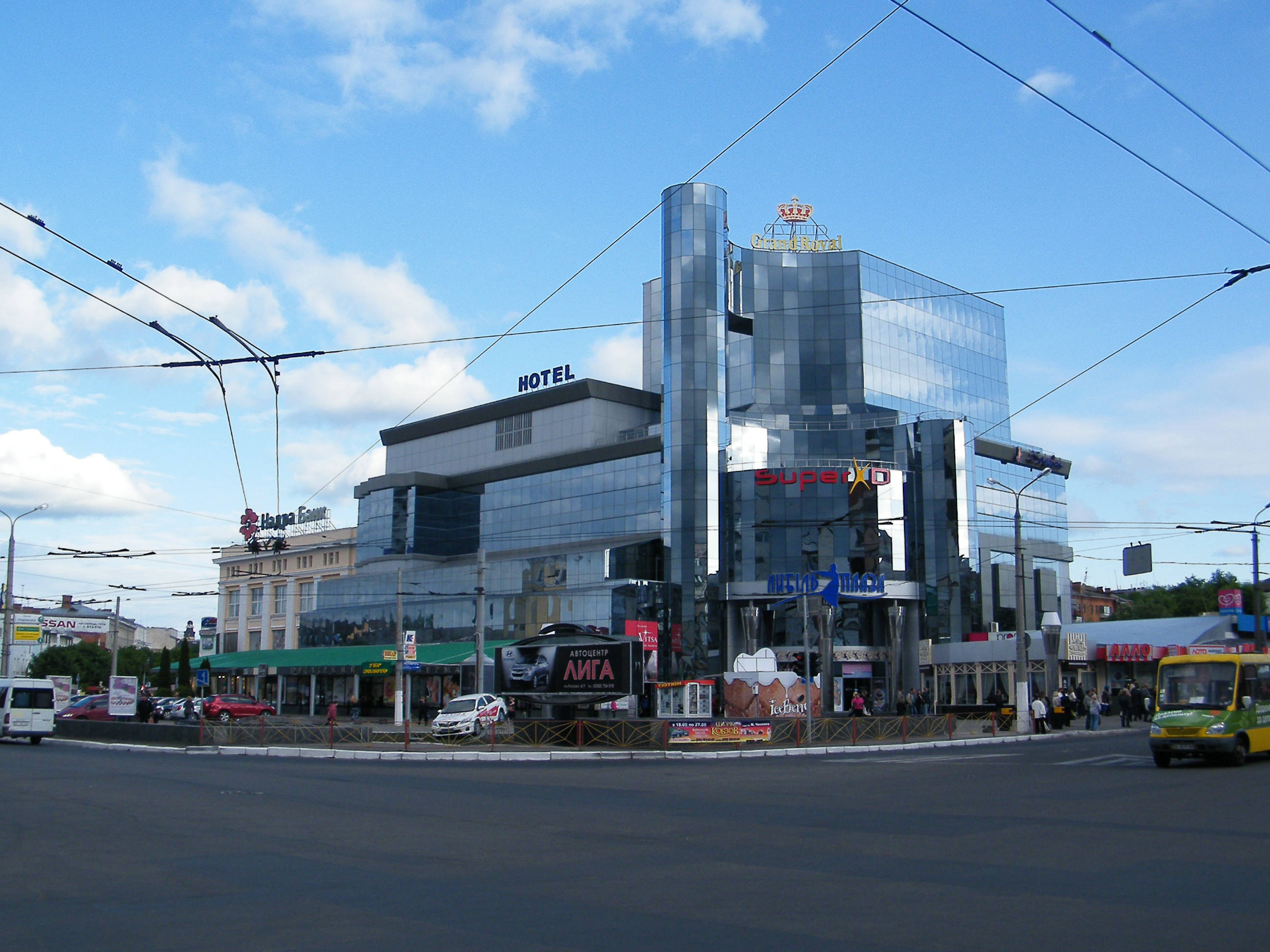
Dom handlowy
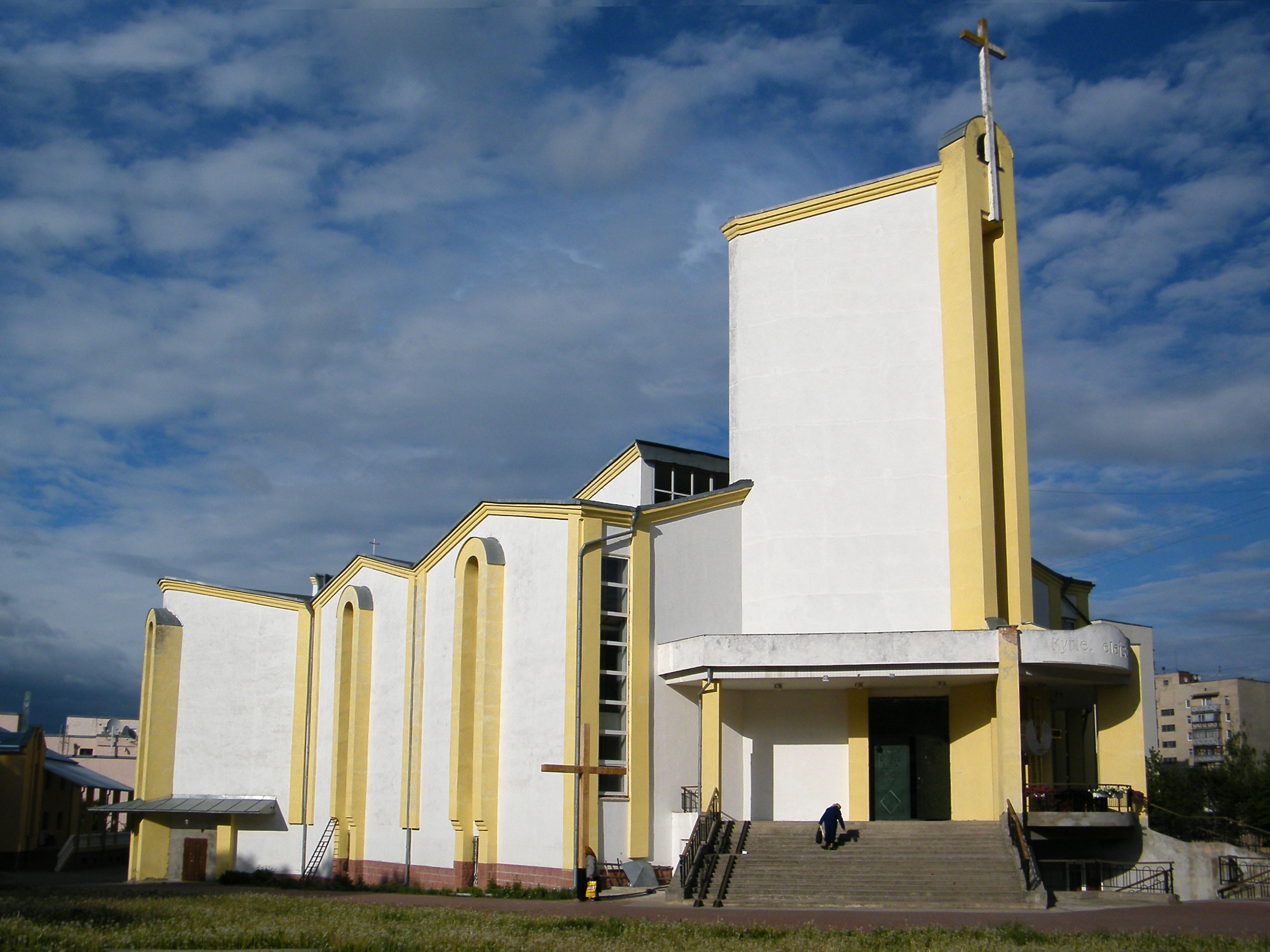
Kościół katolicki pw. Chrystusa Króla
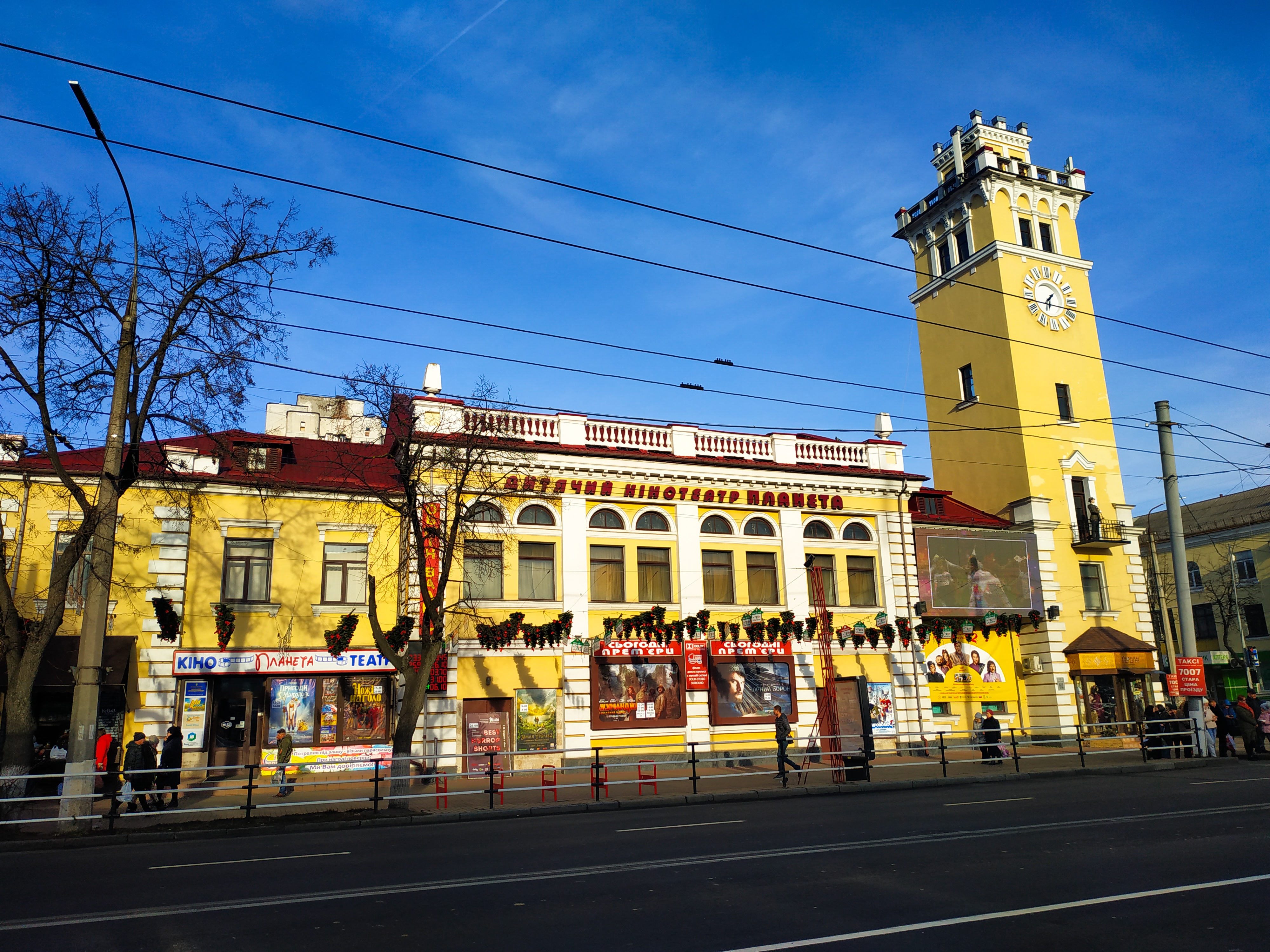
Kino Planeta
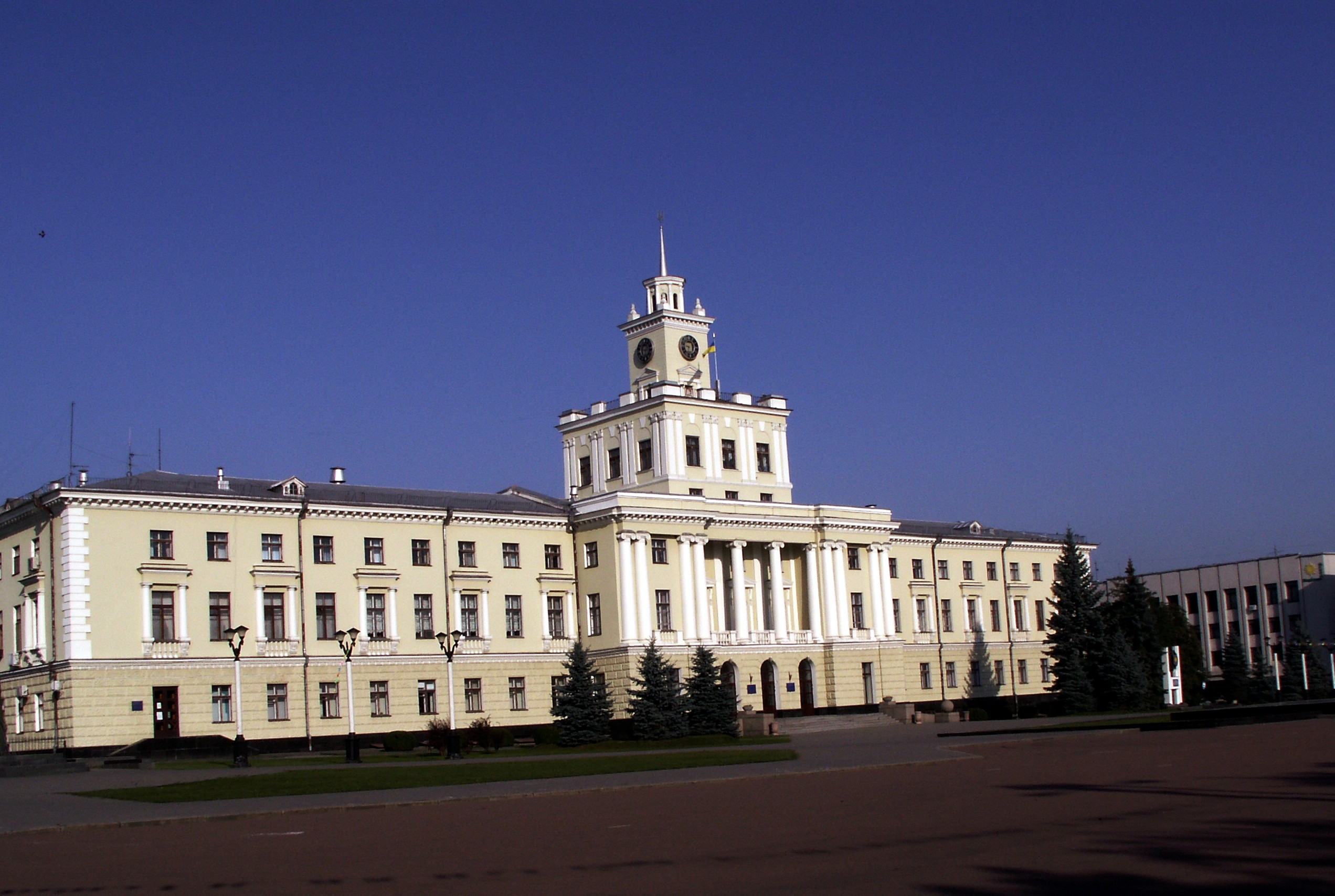
Budynek Administracji Obwodu
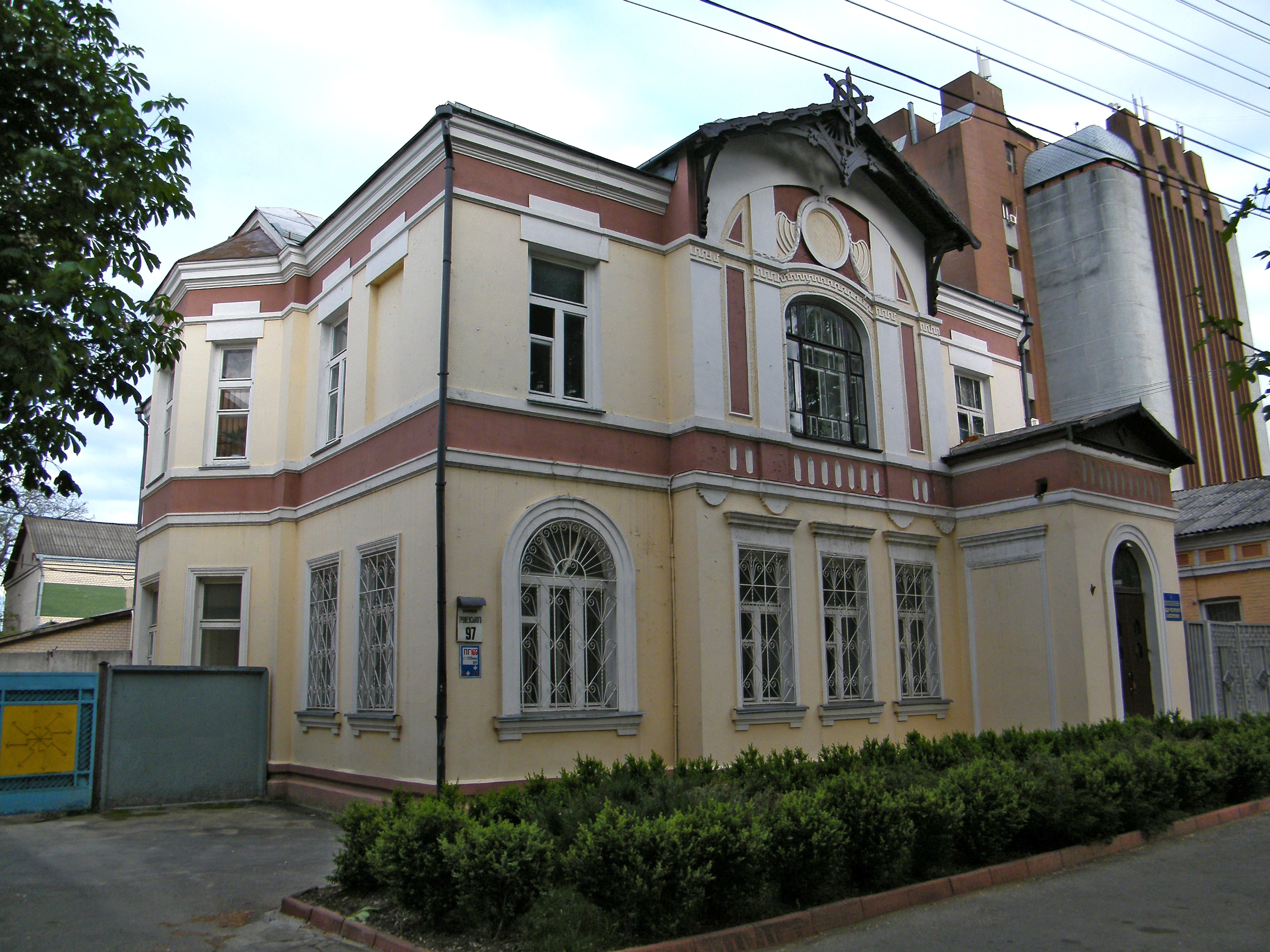
Willa
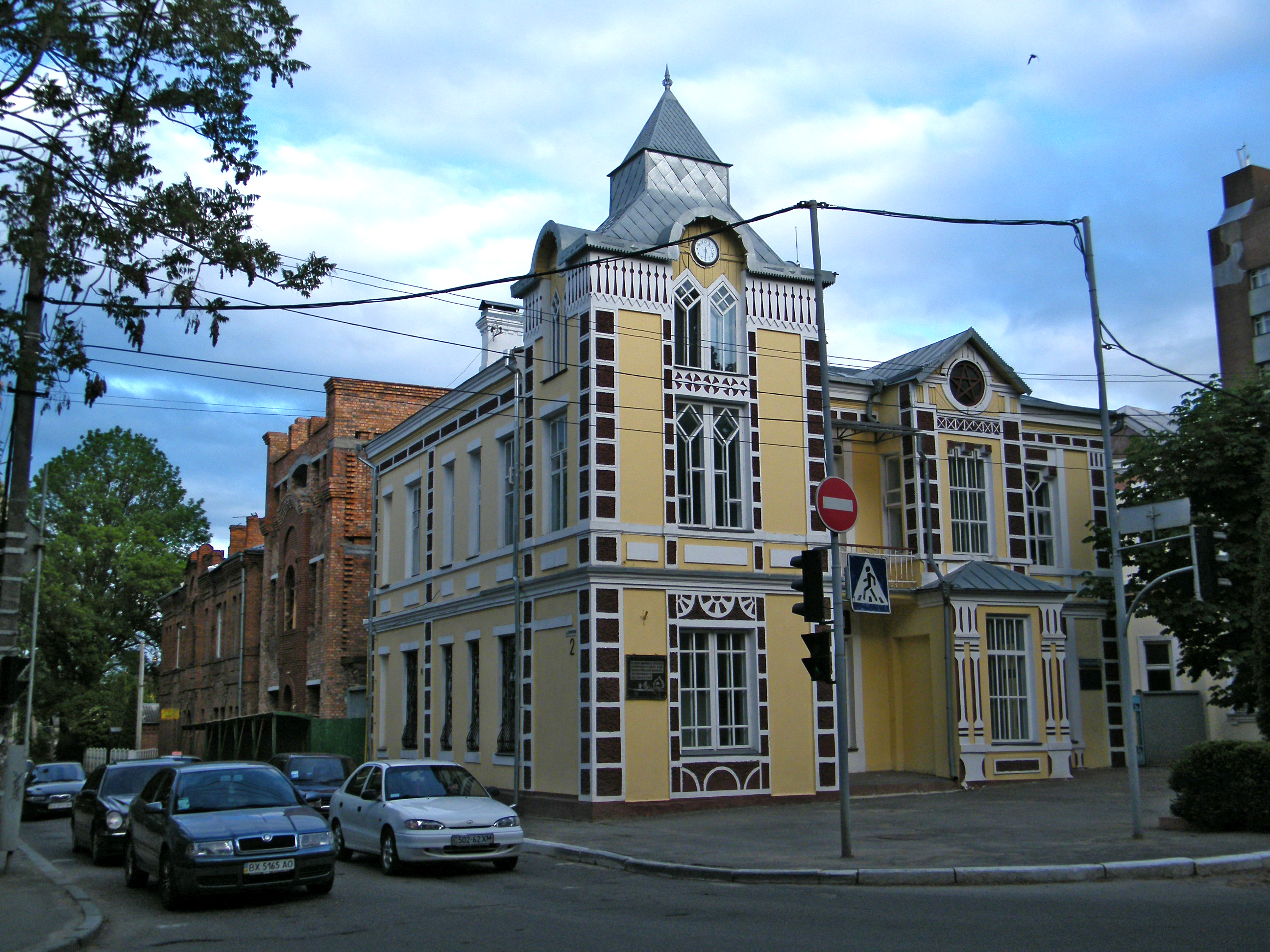
Kamienica eklektyczna